# Lirik Vishi
Lirik Vishi (* 13. Juni 2001 in Langenthal) ist ein schweizerisch-kosovarischer Fussballspieler.

## Karriere

### Verein
Vishi begann seine Laufbahn beim FC Solothurn, bevor er 2012 in die Jugend des FC Basel wechselte. Zur Saison 2019/20 wurde er in das Kader der zweiten Mannschaft befördert. Am 3. August 2019, dem 1. Spieltag, gab er beim 0:0 gegen den FC Black Stars Basel sein Debüt für die Reserve des FCB in der drittklassigen Promotion League, als er in der 74. Minute für Daniele Spataro eingewechselt wurde. Bis Saisonende spielte er mindestens 12-mal in der dritthöchsten Schweizer Spielklasse, wobei er ein Tor erzielte. Zudem debütierte er am 21. Juni 2020, dem 24. Spieltag, beim 1:2 gegen den FC Luzern für die erste Mannschaft in der erstklassigen Super League, als er zur zweiten Halbzeit für Orges Bunjaku eingewechselt wurde. Bis zum Ende der Saison absolvierte er drei Partien in der ersten Schweizer Liga.
Im Juli 2020 unterschrieb er einen Profivertrag bis 2022 beim FCB. Bis Saisonende 2020/21 kam er allerdings ausschliesslich für die zweite Mannschaft zum Einsatz und bestritt 18 Spiele in der Promotion League, in denen er zehn Tore schoss.

### Nationalmannschaft
Vishi spielte zwischen 2017 und 2020 insgesamt viermal für Schweizer U-Nationalmannschaften, wobei er einmal traf.